# کوه دولنت
کوه دولنت (به لاتین: Mont Dolent) یک کوه در سوئیس است که در کانتون وله واقع شده‌است. کوه دولنت  ۳٬۸۲۳ متر بالاتر از سطح دریا واقع شده‌است.